# Ballagi Géza
Ballagi Géza (Szarvas, 1851. május 3. – Sárospatak, 1907. június 17.) történész, jogtudós, a Magyar Tudományos Akadémia tagja, Ballagi Mór fia.

## Életpályája
Ballagi Mór és kisrakói és királylehotai Lehóczky Ida (1826–1897) fia. Irodalmi téren 1869-ben lépett fel először a Protestáns Egyházi és Iskolai Lapokban, amelynek később segédszerkesztője volt. Több éven át segédszerkesztője volt a Protestáns Tudományos Szemlének és a Protestáns Naptárnak is. Páratlan gyűjteménye volt az 1790-től megjelent magyar politikai röpiratokból és képviselőválasztási nyomtatványokból. Jobbára egyházpolitikai és tanügyi cikkei különböző lapokban és szakfolyóiratokban jelentek meg. 1875. október 16-án Budapesten, a Kálvin téri református templomban feleségül vette a nála hat évvel fiatalabb Biróy Gizellát.
1875-től 1902-ig a sárospataki jogakadémia tanára volt. A Magyar Tudományos Akadémia 1888. május 4-én választotta levelező, majd 1907-ben rendes tagjai sorába. 1901-ben a Szabadelvű Párt programjával országgyűlési képviselővé választották (1905-ig volt országgyűlési képviselő).

## Művei
- Lefordította és magyarázatokkal látta el Bluntschli: A politikai pártok című munkáját (1872)
- A politikai irodalom Magyarországon 1825-ig (Bp., 1888)
- Az 1839/40-diki országgyűlés visszhangja az irodalomban (Bp., 1890)
- A protestáns pátens és a sajtó (Bp., 1892) Online
- Zemplén megye (Bp., 1893)
- A nemzeti államalkotás kora 1815–1847 (Szilágyi Sándor: A magyar nemzet története IX., Bp., 1898)
- Az 1848: XX. törvénycikk a történelem világánál (Bp., 1903) Online

## Emlékezete
- Szánthó Gyula: Dr. Ballagi Géza emlékezete (Sárospatak, 1909)

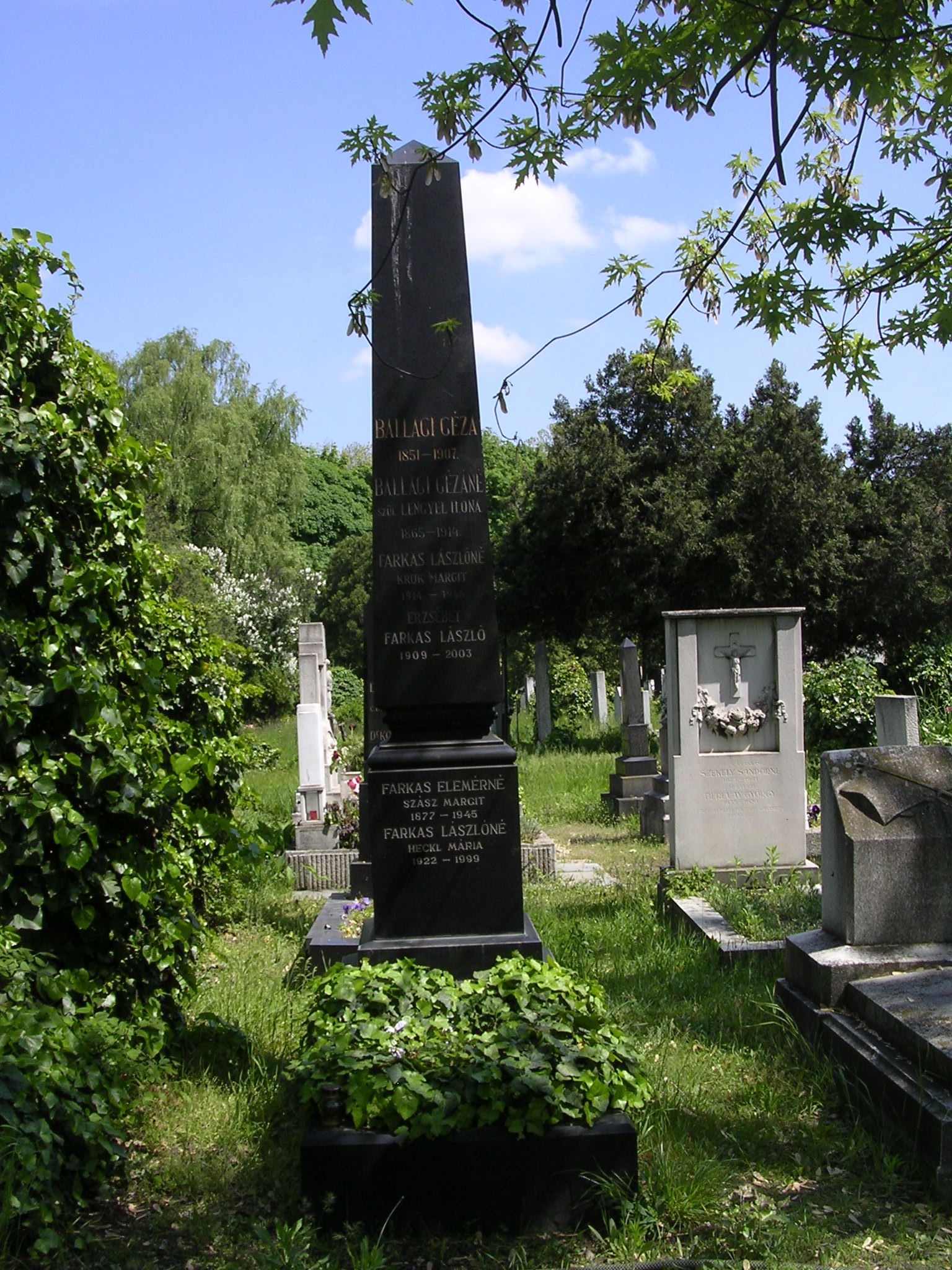
Sírja a Fiumei úti sírkertben (34-1-80)